# トッピング
トッピング（Topping）とは、

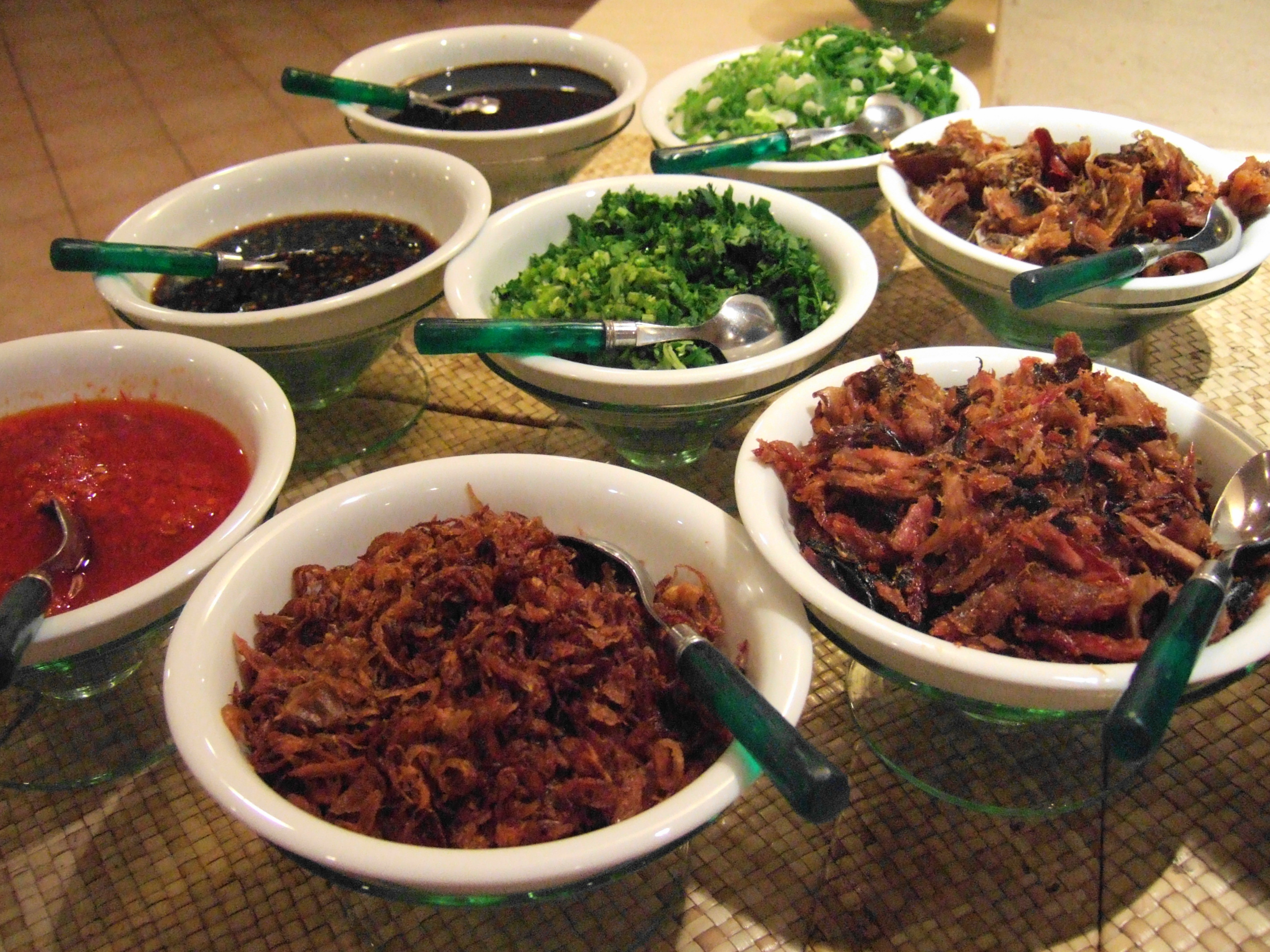
マナドの野菜粥のトッピング

1. ケーキの上飾りなど、料理において仕上げの段階で飾りとなる食品などを盛り付ける調理法。また、その飾り付ける食品などのこと。見た目を良くするためや、味や栄養バランスの調整などのために用いられる。ローソクや人形など食品以外の物を追加する場合もある。
2. レストランなどの料理に用意された追加できる食材のこと。別皿で提供される物、混ぜ込む物、仕込みの段階で入っている物など上飾り以外の物でもトッピングと呼ばれる。食品以外でもオプションの事をトッピングと称している場合もある。

## トッピングの例
- 讃岐うどんのセルフサービスで - 自分で選び盛り付ける天ぷらやとろろ昆布などの具
- カレー専門店で - ホウレンソウやチーズなどの具
- ピザに - バジルやササミなどの具
- アイスクリーム - ナッツやアラザンやミックスカラースプレーなど
- ストリューセル - パン、マフィン、ケーキなどに